# Les Infantes Isabelle-Claire-Eugénie et Catherine-Michelle
Les Infantes Isabelle-Claire-Eugénie et Catherine-Michelle (en espagnol : Las infantas Isabel Clara Eugenia y Catalina Micaela) est un tableau peint par Alonso Sánchez Coello en 1575. Mesurant 135 × 149 cm, il est conservé au musée du Prado à Madrid. Il représente Isabelle-Claire-Eugénie d'Autriche et Catherine-Michelle d'Autriche (1567-1597), les filles de Philippe II (1527-1598), roi d’Espagne, et d’Élisabeth de France (1545-1568).

## Contexte
Les deux filles du roi Philippe II, Isabelle-Claire-Eugénie d'Autriche et Catherine-Michelle d'Autriche (1567-1597), ont été représentées dès leur plus jeune âge par Alonso Sánchez Coello, peintre de cour. Ces portraits « courtois » avaient plusieurs buts : donner une représentation fidèle des modèles, mais aussi refléter la famille royale et, par conséquent, le pays qu'elle gouverne. Pour cela, les modèles devaient avoir une apparence solennelle et distante.
En commissionnant plusieurs portraits au fil des ans, le monarque voulait montrer au monde la saine croissance des infantes, qui assuraient la continuité de la dynastie.
D'ailleurs, les deux infantes contribueront à consolider l'influence du roi Philippe II dans des régions aussi délicates pour l'Espagne que le nord de l'Italie ou les Pays-Bas, puisque Catherine-Michelle était duchesse de Savoie et Isabelle-Claire-Eugénie gouverneur des Pays-Bas.

## Description
Dans ce tableau du musée du Prado, les infantes sont représentées debout, dans un double portrait qui les place dans un intérieur indéfini, où n'apparaît qu'un bureau recouvert d'un tapis vert.
Le portrait conserve les conventions établies pour les membres adultes de la famille royale : la distance, l'aspect sévère, l'inexpressivité et la richesse du vêtement. Prisonnières de la mode rigides dans leurs jupes cloches de damas somptueux et leurs hautes fraises, les petites princesses « font pitié ».
Le lien entre les deux personnages s'établit en les faisant tenir à la main une couronne de fleurs vers le centre de la composition. Cet arrangement aurait pu être inspiré par la composition des Époux Arnolfini de Jan van Eyck, qui faisait alors partie de la collection de Philippe II et qui se trouve maintenant à la National Gallery de Londres.

## Autres tableaux
Deux autres doubles portraits des infantes sont parvenus jusqu'à nous : le premier d'entre eux, au monastère des Descalzas Reales à Madrid, a dû être réalisé en 1568, l'année même de la mort de la reine ; l'autre date de 1571 (Londres, Buckingham Palace). Dans les deux cas, les personnages sont disposés de manière similaire, juxtaposés sur un même plan et isolés.

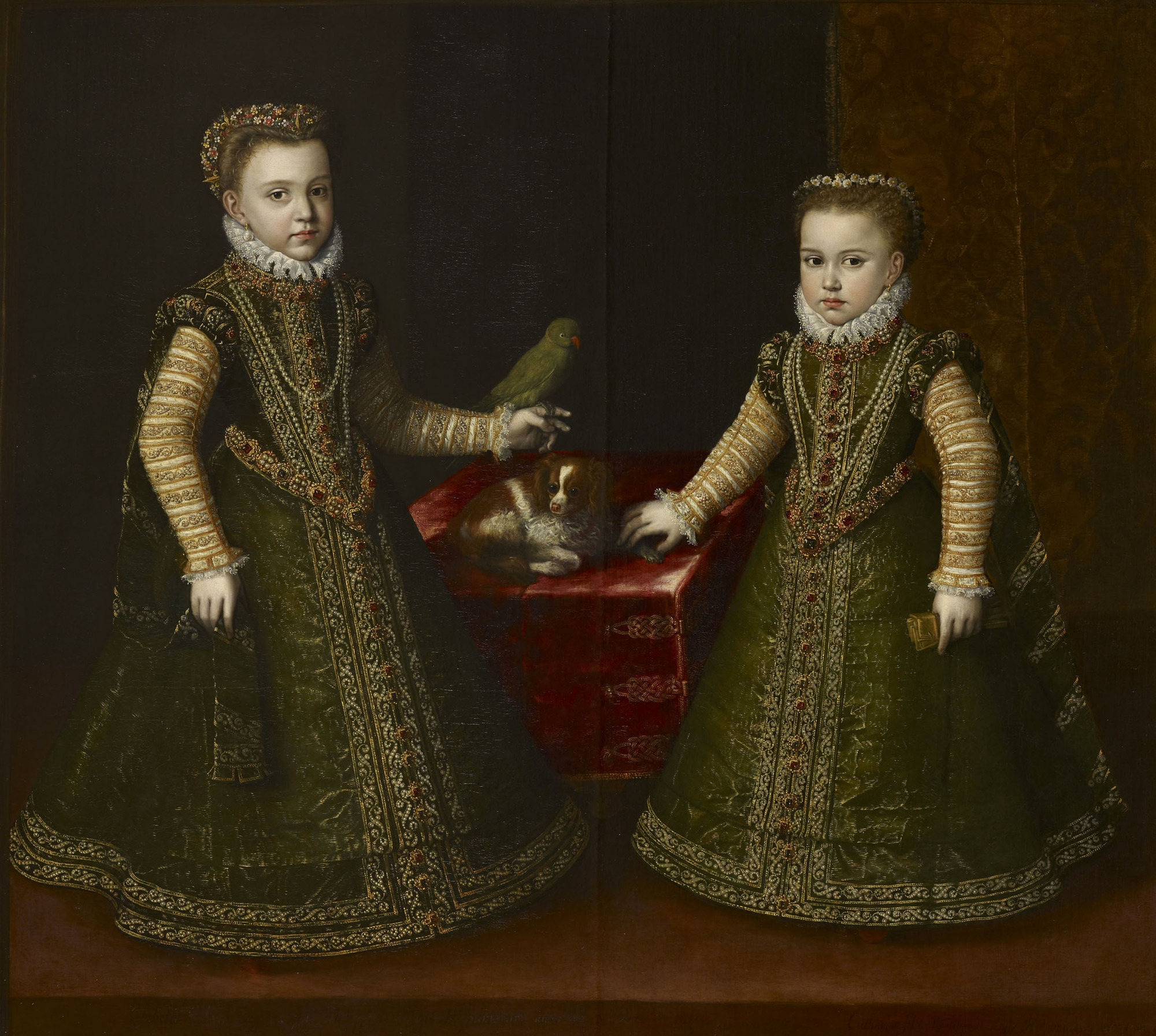
Tableau du Palais de Buckingham.